# Фильтр Байера
Фильтр Байера (шаблон Байера) — двумерный массив цветных фильтров, которыми накрыты фотодиоды фотоматриц. Используется для получения цветного изображения в матрицах цифровых фотоаппаратов, видеокамер и сканеров. Фильтр Байера состоит из 25 % красных, 25 % синих и 50 % зелёных элементов, расположенных как показано на рисунке. 
Исторически это самый первый из массивов цветных фильтров. Назван по имени его создателя, доктора Брайса Э. Байера (англ. Bryce Bayer), сотрудника компании Kodak, запатентовавшего предложенный им фильтр в 1976 г. Для отличия от других разновидностей его называют GRGB, RGBG, или (если надо подчеркнуть диагональное расположение красного и синего пикселов) RGGB.

## Принцип работы
Матрица — это устройство, воспринимающее спроецированное на него изображение. Поскольку полупроводниковые фотоприёмники примерно одинаково чувствительны ко всем цветам видимого спектра, для воспринятия цветного изображения каждый фотоприемник накрывается светофильтром одного из первичных цветов: красного, зелёного, синего (цветовая модель RGB).
Вследствие использования фильтров каждый фотоприемник воспринимает лишь 1/3 цветовой информации участка изображения, а 2/3 отсекается фильтром. Недостающие компоненты цвета рассчитываются процессором камеры путём интерполяции данных из соседних ячеек. Это называется демозаизацией. Таким образом, в формировании конечного цветового значения пикселя участвует 9 или более фотодиодов матрицы.
В классическом фильтре Байера применяются светофильтры трёх основных цветов в следующем порядке:
| G | R |
| B | G |

Фотодиодов зелёного цвета в каждой ячейке вдвое больше, чем фотодиодов других цветов, и в результате разрешающая способность такой структуры наибольшая в зелёной области спектра (в которой чувствительность глаза максимальна).

## Изменения в структуре расположения
Для снижения заметности артефактов дебайеризации были разработаны модифицированные фильтры Байера, содержащие изменения, «разбавляющие» однородную периодическую структуру «неправильным» расположением части цветных пикселей. Вместо минимального 4-пиксельного элемента матрицы повторяется 12- или 24-пиксельный. Однако они не нашли массового применения из-за значительного роста необходимой вычислительной мощности для обработки полученного изображения.

## Пример применения
Сфотографируем исходный объект (для наглядности его часть увеличена):
|  | → |

При этом получаются три цветовые составляющие:
|  |   |  |
|  | ↓ |  |
|  |   |  |
|  | ↓ |  |
|  |   |  |

Таким образом, мы получили изображение, каждый пиксель которого содержит только одну цветовую составляющую одной из предметных точек, спроецированных на него объективом. И только 4 предметных точки, рядом расположенных и спроецированных объективом на блок пикселей RGGB, приближенно формируют полный набор RGB 1-й усредненной предметной точки. Далее, процессор камеры должен, используя специальные математические методы интерполяции, рассчитать для каждой точки недостающие цветовые составляющие. В результате получается следующее изображение:
Как видно на картинке, это изображение получилось более размытым, чем исходное. Такой эффект связан с потерей части информации в результате работы фильтра Байера. Для исправления процессор фотоаппарата должен повысить чёткость изображения. Процесс искусственного повышения чёткости по-английски называется sharpening. При этом процессор может применить и другие операции: изменить контрастность, яркость, подавлять цифровой шум и т. д. в зависимости от модели аппарата. Получение более чётких изображений в первую очередь достигается увеличением количества пикселей сенсора, что уменьшает его размытость. Так как вычислительная мощность процессора фотоаппарата ограничена, многие фотографы предпочитают делать эти операции вручную на персональном компьютере. Чем дешевле фотоаппарат, тем меньше возможностей повлиять на эти функции. В профессиональных фотокамерах функции коррекции изображения отсутствуют совсем, либо их можно выключить.
Современные модели однообъективных зеркальных цифровых фотоаппаратов (и некоторые компактные фотокамеры) позволяют записывать изображения в т. н. «сыро́м» формате (Raw-формате), где изображение записывается в виде сигналов яркости в каждом диоде, то есть в черно-белом виде, не неся никакой цветовой формы, и в файл записываются данные, полученные напрямую с матрицы. Из этого файла можно получить цветное изображение на компьютере, обладающем намного большей вычислительной мощностью и возможностями ручного управления параметрами преобразований при интерполяции, что находит применение при решении различных фотометрических задач.

## История, аналоги
Фильтр Байера и расположение световоспринимающих элементов в одной плоскости ведут своё происхождение от растрового способа цветной фотографии.

## Программные библиотеки/утилиты восстановления исходного изображения из мозаики
- eLynx Image Processing SDK and Lab
- ImageJ
- LibRAW
- Дебайер на шейдерах GPU